# امتياز رود
امتياز رود هو امتياز مكتوب أصدره ملك ماتابيليلاند لوبنغولا بتاريخ 30 أكتوبر عام 1888. قضى الامتياز بمنح حقوق حصرية للتعدين في منطقتي ماتابيليلاند وماشونالاند وغيرها من الأقاليم المتاخمة في ما يعرف اليوم بزيمبابوي لكل من تشارلز رود وجيمس روتشفورت ماغواير وفرانسيس تومبسون وهم ثلاثة عملاء يعملون لحساب السياسي ورجل الأعمال سيسل رودس الذي كان يتخذ من جنوب إفريقيا مقرًا. وضع الامتياز حجر الأساس للميثاق الملكي الذي منحته المملكة المتحدة لشركة جنوب إفريقيا البريطانية التابعة لرودس في شهر أكتوبر من عام 1889، وذلك على الرغم من محاولات لوبنغولا الرامية للتملص من الأمر في ما بعد. تبع ذلك احتلال الرتل الريادي لإقليم ماشونالاند في عام 1890 والذي أنذر ببداية استيطان البيض وإدارتهم وتنميتهم للمنطقة التي أصبحت في نهاية المطاف تحمل اسم رودسيا (نسبةً إلى رودس) في عام 1895.
كان الدافع وراء مساعي رودس لنيل حقوق حصرية للتعدين في ماتابيليلاند وماشونالاند والمناطق المحيطة بهما يكمن في رغبته بضمهما إلى الإمبراطورية البريطانية كجزء من طموحه الشخصي من أجل إقامة خط للسكك الحديدية يربط ما بين كيب تاون والقاهرة. إذ كان من شأن حصوله على الامتياز أن يخوله من الاستئثار بامتيازٍ ملكي صادر عن الحكومة البريطانية لإنشاء شركة خاصة تتمتع بصلاحيات تمكنها من ضم الأراضي وبالتالي بسط سيطرتها على حوض نهري زامبيزي وليمبوبو بالنيابة عن بريطانيا. مهد رودس الطريق إلى إجراء مفاوضات أفضت عن صفقة التنازل خلال مطلع عام 1888 بعد توصله لمعاهدة صداقة ما بين البريطانيين وشعب الماتابيلي، وما أعقب ذلك من إرسال رودس لفريقه من جنوب إفريقيا حتى يتسلموا هذه الحقوق. جاء نجاح رود بعد سباقٍ لبلوغ عاصمة ماتابيليلاند بولاوايو قبل منافسه إدوارد أرثر موند الذي كلفته نقابة بلندن بالمضاربة على رود وعقب جولة طويلة من المفاوضات مع الملك ومجلس الإزيندونا (الزعماء القبليين).
تمتع الحائزون على الامتياز بحق التعدين الحصري في جميع أنحاء البلاد بالإضافة إلى تمتعهم بصلاحية الدفاع عن هذا الحق الحصري بالقوة مقابل حصول لوبنغولا على الأسلحة والإعانات المالية بصورةٍ منتظمة. حاول الملك مرارًا التنصل من الوثيقة بدءًا من عام 1889 وذلك على أساس تعرضه للخداع من قبل أصحاب الامتياز في ما يخص الشروط المتفق عليها (اقتصر فهم معظم الشروط على رود). أصر الملك على وضع قيود على نشاطات أصحاب الامتياز التي اتفق عليها شفويًا معتبرًا إياها جزءًا من العقد المبرم. كذلك حاول إقناع الحكومة البريطانية باعتبار الامتياز لاغيًا إذ أرسل مبعوثيه لمقابلة الملكة فيكتوريا في قلعة وندسور بيد أن جهوده هذه باءت بالفشل.
سافر رودس إلى لندن في شهر مارس من عام 1889 بعدما اتفق مع اتحاد الشركات فيها على جمع مصالحهم سويةً. لاقى ميثاقه المدمج دعمًا كبيرًا على الصعيدين السياسي والشعبي خلال الأشهر القليلة اللاحقة مما دفع رئيس الوزراء لورد سالزبيري للموافقة على وثيقة الامتياز الملكية التي مُنحت لرودس رسميًا في أكتوبر عام 1889. بادرت الشركة إلى احتلال وضم ماشونالاند بعد عام من ذلك. منح لوبنغولا حقوقًا مماثلة لرجل الأعمال الألماني إدوارد ليبرت في عام 1891 في محاولةٍ منه لوضع منافسٍ مناظرٍ لامتياز رود بيد أن رودس سرعان ما استحوذ على ذلك الامتياز أيضًا. اجتاحت قوات الشركة ماتابيليلاند إبان حرب ماتابيلي الأولى التي دارت رحاها خلال الفترة من عام 1893 حتى عام 1894. توفي لوبنغولا في المنفى على إثر إصابته بالجدري بعد ذلك بفترةٍ وجيزة.

## خلفية تاريخية

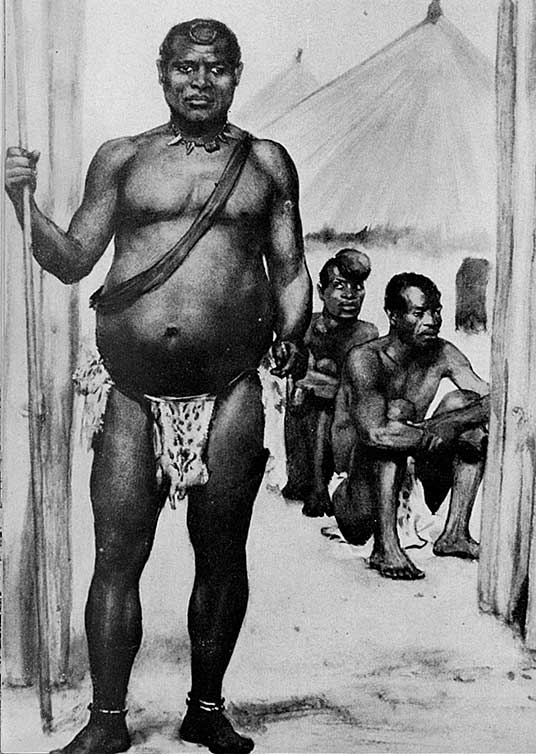
صورة للملك لوبينجولا من ماتابيلي

أسس الملك المحارب شاكا مملكةً للزولو في منطقة إفريقيا الجنوبية خلال العقد الثاني من القرن التاسع عشر بعدما وحد صف عدد من القبائل المتناحرة في مملكةٍ مركزية واحدة. كان مزيليكازي من أبرز الزعماء والقادة العسكريين في مملكة الزولو ممن تمتعوا بتأييدٍ ملكي عالي الشأن لفترةٍ من الزمن قبل إثارته لسخط الملك بعدما أهانه مرارًا وتكرارًا. ارتحل مزيليكازي وأتباعه إلى المنطقة الواقعة شمال غربي مقاطعة ترانسفال التي أضحت تحمل اسم نديبيلي أو ماتابيلي (كلاهما يعنيان الرجال ذوي الدروع الطويلة) بعدما أجبرهم شاكا على مغادرة البلاد في عام 1823. سرعان ما غدا الماتابيلي القبيلة الأكثر هيمنة في المنطقة على ضوء الحرب والفوضى التي أشير إليها محليًا باسم المفيكاني (بمعنى التخريب). تفاوض الماتابيلي على معاهدة سلام مع حاكم مستعمرة كيب البريطانية السير بنجامين دوربان في عام 1836، ولكن شهد نفس العام انتقال الرحالة البوير إلى المنطقة خلال فترة المسير الكبير مبتعدين عن الحكم البريطاني في مستعمرة كيب. سرعان ما أفضى وصول الوافدين الجدد إلى دحر هيمنة مزيليكازي على ترانسفال مما أجبره على ترأس موجة هجرة أخرى اتجهت شمالًا في عام 1838. استقر الماتابيلي في الجزء الجنوبي الغربي من حوض نهري زامبيزي وليمبوبو عابرين نهر ليمبوبو. وأضحت هذه المنطقة منذ حينها تعرف باسم ماتابيليلاند.
عكست ثقاقة الماتابيلي ثقافة الزولو في العديد من جوانبها. استندت السينديبيلية وهي لغة الماتابيلي على اللغة الزولوية بصورةٍ كبيرة وتميزت ماتابيليلاند على غرار زولولاند بتقاليدها الحربية الوطيدة. خضع رجال الماتابيلي لتنشئة إسبارطية كان الغرض منها إنتاج محاربين منضبطين ومنظمة عسكرية كُرست بمعظمها لتوزيع المسؤوليات الإدارية. كان الإنكوسي (الملك) يعين عددًا من الإزيندونا الذين كانوا بمثابة قادة قبليين في القوات المسلحة وسلك الشؤون المدنية. وعلى غرار الزولو فإن الماتابيلي أطلقوا على فوج المحاربين اسم إمبي. تجاوز عدد أفراد شعب الماشونا الذين أقاموا في شمال شرقي هذه المنطقة لقرونٍ عدة عدد الماتابيلي بيد أنهم كانوا أضعف منهم من الناحية العسكرية ولذلك كانوا بمثابة دولة خاضعة لهم. وافق مزيليكازي على إبرام معاهدتين مع بوير منطقة ترانسفال في عام 1853. وقعت أول هاتين المعاهدتين مع هندريك بوتخيتر (الذي توفي قبل فترة قصيرة من انتهاء المفاوضات) ومن ثم مع أندريس بريتوريوس. نصت المعاهدة الأولى التي لم تحمل علامة مزيليكازي الخاصة على جعل ماتابيليلاند محميةً فعلية تابعة لترانسفال، في حين انطوت المعاهدة الثانية (المبرمة بشكلٍ أصح) على اتفاق سلام أكثر إنصافًا.
تبوأ لوبنغولا مركز والده مزيليكازي بعد وفاة الأخير في عام 1868 وجاء ذلك عقب نشوء صراع قصير الأمد على الخلافة. كان لوبنغولا طويل القامة وحسن البنية واعتُبر عمومًا متزنًا وعميقًا في تفكيره وتطابق ذلك مع الروايات الغربية التي عاصرته. إذ وصفه صياد الطرائد الكبيرة الجنوب أفريقي فريدريك هيو باربر الذي التقاه في عام 1875 بأنه كان ذكيًا وثاقب الفكر وجازمًا معتبرًا بأنه كان ملكًا بكل ما تحمله الكلمة من معنى. كان لوبنغولا الذي أقام في المجمع الملكي ببولاوايو منفتحًا في بادئ الأمر على تواجد الشركات الغربية في بلاده إذ ارتدى ملابس على النمط الغربي وبادر إلى منح امتيازات تعدينية ورخص صيد للزوار البيض لقاء حصوله على المال بالجنيه الإسترليني والأسلحة والذخائر. نظرًا لجهل الملك بالقراءة والكتابة فإن هذه الوثائق كان يعدها رجال بيض باللغتين الإنكليزية والهولندية وكان هؤلاء يقيمون في المجمع، وحتى يتأكد بأن ما كانوا يكتبوه يعكس حقًا ما قاله كان لوبنغولا يأمر بترجمة كلماته حتى يدونها أحد البيض ومن ثم يعيد ترجمتها شخص آخر لاحقًا. كان الملك يوقع على العقد ويلحق به ختمه الملكي (الذي صور فيلًا) بمجرد رضاه عن سلامة الترجمة المكتوبة ومن ثم يوقع الوثيقة على مرأى عددٍ من الشهود البيض ويطلب من واحد منهم أو أكثر كتابة تأييدٍ بالإعلان.